# Bay Bridge
San Francisco–Oakland Bay Bridge (známý také jako Bay Bridge) je komplex mostů přes Sanfranciský záliv v Kalifornii. Tvoří součást silnice Interstate 80 a představuje přímé spojení mezi San Franciscem a Oaklandem. Patří mezi mosty s největším rozpětím ve Spojených státech a po jeho dvou patrech denně projede zhruba 240 000 vozidel.
Jeho stavba byla plánována již od časů zlaté horečky, ale začala až v roce 1933 podle návrhu Charlese H. Purcella. Byl zprovozněn 12. listopadu 1936, šest měsíců před otevřením Golden Gate Bridge. Horní patro bylo původně určeno pro auta a spodní pro vlaky a nákladní automobily, ale po uzavření linek Key systému městské hromadné dopravy bylo i spodní patro uzpůsobeno pro silniční dopravu. V roce 1986 byl neoficiálně věnován politiku Jamesi Rolphovi.
Most sestává ze dvou částí přibližně stejné délky. Starší západní sekce spojuje centrum San Franciska s ostrovem Yerba Buena a novější východní část spojuje ostrov s městem Oakland. Západní část je konstruována jako visutý most a původní východní část byla koncipována jako konzolový most. Během zemětřesení Loma Prieta spadla horní sekce východní části na spodní a most byl na jeden měsíc uzavřen. Mezi lety 2002 a 2013 proběhla rekonstrukce východní části, jejíž náklady přesáhly 6,5 miliardy dolarů. Během této rekonstrukce byl zbudován souběžný visutý most, čímž se celá stavba stala nejširším mostem světa podle Guinnessovy knihy rekordů.